# Bariera Vâlcii
Bariera Vâlcii este un cartier al orașului Craiova. El este delimitat de restul orașului prin intermediul liniilor de cale ferată, situate în partea nordică. Intrarea în cartier se face cu ajutorul podulului Bariera Vâlcii, construit în 1971. După 1989, zona s-a extins foarte mult, numărând în 2002 peste 5000 de case, fiind al doilea cartier al Craiovei ca suprafață, după Lascăr-Catargiu. În prezent, ca suprafață, este cel mai mare cartier craiovean. 
 Acest articol despre o localitate din județul Dolj este deocamdată un ciot. Puteți ajuta Wikipedia prin completarea lui.